# Гудов
Гудов (њем. Gudow) општина је у њемачкој савезној држави Шлезвиг-Холштајн. Једно је од 131 општинског средишта округа Херцогтум Лауенбург. Према процјени из 2010. у општини је живјело 1.616 становника. Посједује регионалну шифру (AGS) 1053046.

## Географски и демографски подаци
Гудов се налази у савезној држави Шлезвиг-Холштајн у округу Херцогтум Лауенбург. Општина се налази на надморској висини од 25 метара. Површина општине износи 42,3 km². У самом мјесту је, према процјени из 2010. године, живјело 1.616 становника. Просјечна густина становништва износи 38 становника/km².